# Muiszka uralkodók

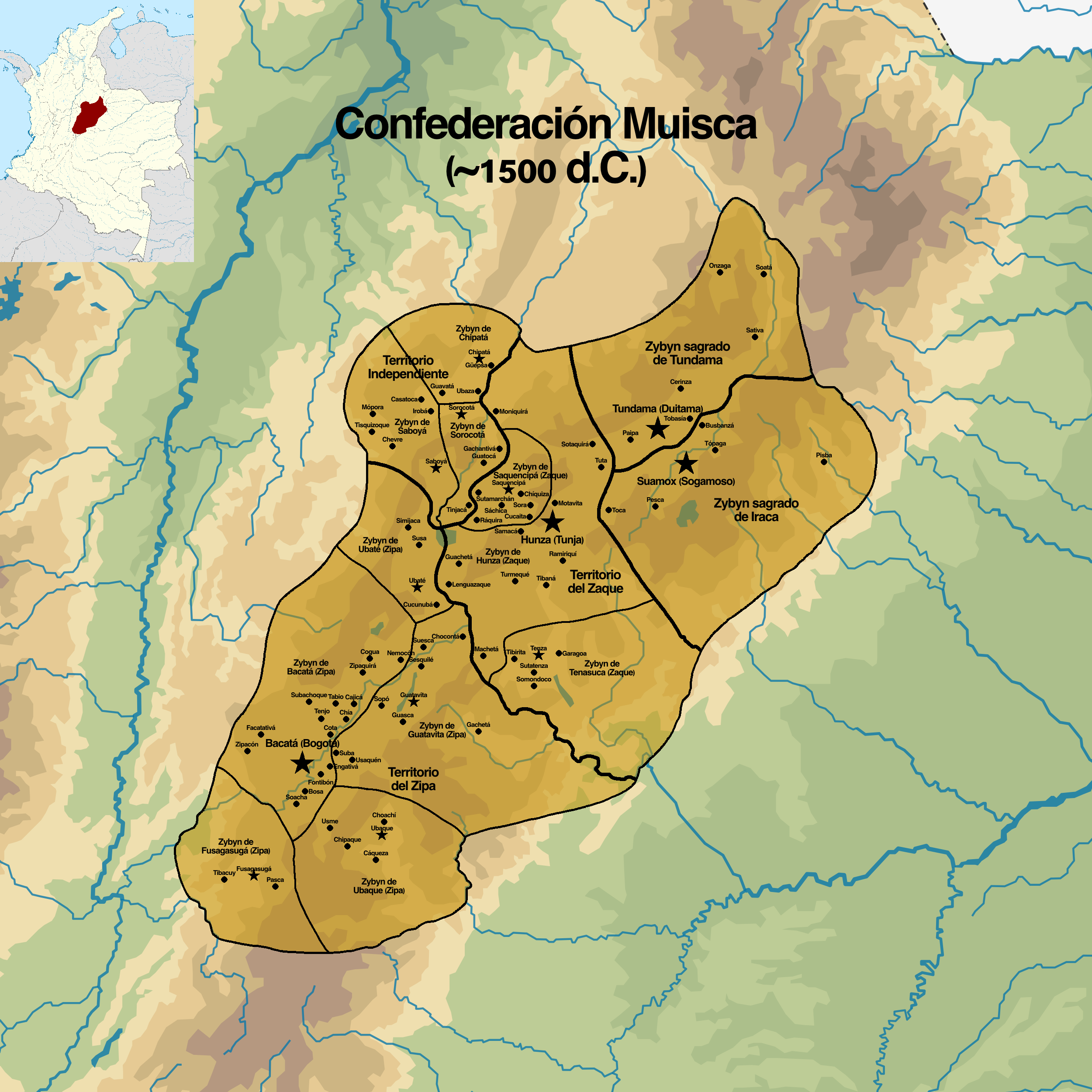
A muszka konföderáció területének térképe; a zakák, zipák, és a független területek jelölésével.

Amikor a spanyolok megérkeztek a mai Kolumbia középső hegyvidékére, a régió a muiszka konföderációba volt szerveződve, amelynek két uralkodója volt: a zaka (zaque) az északi terület uralkodója volt, székhelye Hunzában volt, amely városnak ma Tunja a neve. A Zipa a déli rész uralkodója volt, székhelye Muyquytában volt.

## Szervezet
A konföderáció vezetői a zipa (Psihipqua) és zake (Hoa) címeket viselték. Egyikük sem gyakorolt abszolút hatalmat, sem szigorú ellenőrzést azok felett, akiknek hatalmukat köszönhették, így nem tekinthetők királyoknak. Ugyanakkor ezek a hatalmi pozíciók nagy megtiszteltetéssel jártak, és meglehetősen bonyolult szertartásokkal voltak körülhatárolva. A zipa szemébe még a nemesség tagjai sem mertek nézni, és azt mondják, ha a zipa köpni akart, valaki egy darab drága ruhát tartott elé, hogy arra köpjön, mert szentségtörés lett volna, ha olyan értékes dolog, mint a nyála, a földre esett volna. Aki a ruhát tartotta (miközben óvatosan másfelé nézett), az elvitte, hogy tiszteletteljesen eltüntesse.
A zipa feladata volt az is, hogy aranyat ajánljon fel az isteneknek. Aranyba öltözve királyi bárkán úszott ki a szent Guatavita-tó közepére, ahol arany ékszereket ajánlott fel. Általánosan elfogadott nézet, hogy így született meg Eldorádó legendája.
Amikor Gonzalo Jiménez de Quesada megérkezett a muiszkák területére, az akkor uralkodó zipa neve Bogotá, a zake pedig Eucaneme volt.

## Uralkodók listája
A muiszkák államában az uralkodói hatalom öröklődött, de az öröklési rend nem apai ágon történt. Ehelyett az adott uralkodót unokaöccse, nővérének legidősebb fia követte. Voltak kivételek, és úgy tűnik, hogy az uralkodó alattvalói is beleszólhattak a kérdésbe, legalábbis ha az utód kinevezésének megerősítéséről volt szó.

### Zaka
| Hunza muiszka uralkodói ( Zakák ) | Hunza muiszka uralkodói ( Zakák ) | Hunza muiszka uralkodói ( Zakák ) | Hunza muiszka uralkodói ( Zakák ) | Hunza muiszka uralkodói ( Zakák )                                          |
| Kép                               | Név                               | Uralkodás kezdete                 | Vége                              | Megjegyzés                                                                 |
| --------------------------------- | --------------------------------- | --------------------------------- | --------------------------------- | -------------------------------------------------------------------------- |
|                                   | Hunzahúa                          | ?                                 | 1470                              | Hunza, a mai Tunja városának alapítója.                                    |
|                                   | Michuá                            | 1470                              | 1490                              | A chocontái csatában halt meg                                              |
|                                   | Quemuenchatocha                   | 1490                              | 1537                              | Akkor uralkodott, amikor a spanyolok megérkeztek a mai Kolumbia területére |
|                                   | Aquiminzaque                      | 1537                              | 1539                              | Az utolsó muiszka uralkodó                                                 |

### Zipa
| Bogotá muiszka uralkodói ( Zipák ) | Bogotá muiszka uralkodói ( Zipák ) | Bogotá muiszka uralkodói ( Zipák ) | Bogotá muiszka uralkodói ( Zipák ) | Bogotá muiszka uralkodói ( Zipák )                                  |
| Kép                                | Név                                | uralkodás kezdete                  | Vége                               | Megjegyzés                                                          |
| ---------------------------------- | ---------------------------------- | ---------------------------------- | ---------------------------------- | ------------------------------------------------------------------- |
|                                    | Meicuchuca                         | 1450                               | 1470                               | A legenda szerint egy kígyóval aludt.                               |
|                                    | Saguamanchica                      | 1470                               | 1490                               | A chocontái csatában halt meg                                       |
|                                    | Nemequene                          | 1490                               | 1514                               | Bevezette a brutális Nemequene törvénykönyvet                       |
|                                    | Tisquesusa                         | 1514                               | 1537                               | Akkor uralkodott, amikor a spanyolok hódítók megérkeztek Kolumbiába |
|                                    | Sagipa                             | 1537                               | 1539                               | Az utolsó déli muiszka uralkodó                                     |

### Más uralkodók
| Tundama, Sugamuxi és Turmequé muiszka uralkodói | Tundama, Sugamuxi és Turmequé muiszka uralkodói | Tundama, Sugamuxi és Turmequé muiszka uralkodói | Tundama, Sugamuxi és Turmequé muiszka uralkodói | Tundama, Sugamuxi és Turmequé muiszka uralkodói |
| Kép                                             | Név                                             | Indul                                           | Vége                                            | Részletek                                       |
| ----------------------------------------------- | ----------------------------------------------- | ----------------------------------------------- | ----------------------------------------------- | ----------------------------------------------- |
|                                                 | Tundama                                         |                                                 | -1539                                           | Tundama utolsó uralkodója                       |
|                                                 | Sugamuxi                                        |                                                 | -1539                                           | Sugamuxi utolsó irakája                         |
|                                                 | Nompanim                                        |                                                 |                                                 | Sugamuxi utolsó előtti irakája                  |
|                                                 | Diego de Torres y Moyachoque                    | 1571                                            | 1590                                            | Turmequé mesztic kacikája                       |

## Fordítás
Ez a szócikk részben vagy egészben  a   Muisca rulers című angol Wikipédia-szócikk ezen változatának fordításán alapul.  Az eredeti cikk szerkesztőit annak laptörténete sorolja fel. Ez a jelzés csupán a megfogalmazás eredetét és a szerzői jogokat jelzi, nem szolgál a cikkben szereplő információk forrásmegjelöléseként.